# Ben Ali Libi

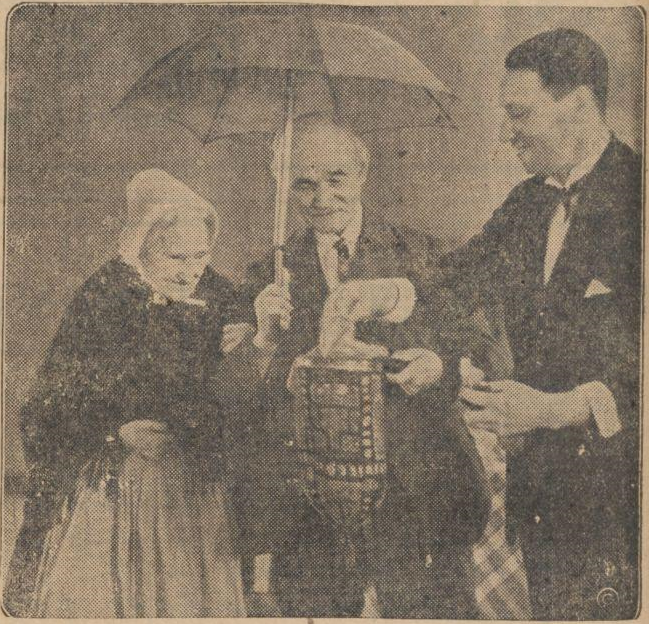
Ben Ali Libi zeigt ein Zauberkunststück in einem Seniorenheim

Ben Ali Libi, eigentlich  Michel Velleman, (geb. 5. Januar 1895 in Groningen; gest. 2. Juli 1943 im Vernichtungslager Sobibor) war ein niederländischer Zauberkünstler. 

## Biographie
Michel Velleman war der zweite Sohn einer armen jüdischen Familie mit neun Kindern, von denen zwei kurz nach der Geburt starben. Sein Vater betätigte sich als Handelsreisender, Musikant, Bühnenarbeiter und Zauberer. Nach mehreren Umzügen innerhalb des Landes landete die Familie mit vier der Kinder in einer Einzimmer-Wohnung in Amsterdam, wo sie von Sozialunterstützung lebte. Ein Mitarbeiter der Stadtverwaltung stellte fest: „Ja, de toestand is daar verschrikkelijk. Bedden zijn er niet. Ze liggen geheel onder lompen.“ („Ja, der dortige Zustand ist schrecklich. Es gibt keine Betten. Sie liegen unter Lumpen.“)
1909, im Alter von 14 Jahren, hatte Velleman einen seiner ersten Auftritte als Zauberer. Als Künstler nannte er sich ab den 1920er Jahren Professor Ben Ali Libi und präsentierte sich als „humoristischer Zauberer“, laut seiner Visitenkarte später als „Hof-Zauberer und Festarrangeur“. Er trat im ganzen Land auf, wie etwa auf der Kirmes von Dronrijp, bei der Ankunft von Sinterklaas in Tilburg oder bei einem Festabend in Brunssum. 1924 schrieb die Zeitung Nieuwsblad van het Zuiden über ihn: „Ben Ali Libi ist ein geschickter Zauberer, der die Anwesenden mit seinen unglaublichen Kunststücken in Erstaunen versetzen wird […]. An einem ganzen Abend mit diesem Zauberer allein würde sich niemand langweilen.“ Am 11. November desselben Jahres zeigte er seine Kunststücke bei einer Jubiläumsfeier des Patientenverbandes im jüdischen psychiatrischen Krankenhaus Apeldoornsche Bosch in Apeldoorn. Er trat unter anderem im Paleis voor Volksvlijt und im Variété Mille Colonnes am Grote Markt in Amsterdam sowie im Wintertuin Frigge in Groningen auf. Nach eigenen Angaben zeigte er seine Zaubereien vor Prinzessin Juliana und ihrem Vater Hendrik sowie vor dem in den Niederlanden lebenden deutschen Ex-Kaiser Wilhelm II. Weitere Auftritte gab es in der VARA, der KRO und der AVRO. Sein Manager war der bekannte Impresario Max van Gelder. 1925 publizierte Ben Ali Libi ein Büchlein mit einfachen Zaubertricks, auch gab er Kurse.
1916 heiratete Ben Ali Libi Anna Speijer (geboren am 20. Mai 1896); das Ehepaar bekam zwei Kinder, Aaltje (geb. am 16. März 1919) und Jacques (geb. am 2. Dezember 1921). Er erwarb sich landesweit einen Ruf als Zauberkünstler und verdiente inzwischen so gut, dass er mit seiner Familie in den neuen Amsterdamer Stadtteil Rivierenbuurt für die bessere Mittelschicht ziehen und sich einen Telefonanschluss zulegen konnte, seinerzeit Zeichen von Wohlstand. 1940 verbesserte sich die Familie erneut und zog um, dieses Mal in die Merwedeplein 59 in Amsterdam-Zuid, wenige Häuser vom Wohnsitz der Familie Frank entfernt. Von hier aus führte Ben Ali Libi sein Amusement Bureau.
Nach der Besetzung der Niederlande im Mai 1940 wurde das Leben für Ben Ali Libi aufgrund seiner jüdischen Herkunft zunehmend beschwerlich, zumal er auch noch erkrankte. Im November hatte er eine seiner letzten Vorstellungen in Zaandam unter dem Titel „Gebildeter Humor ist geistige Nahrung“. Schließlich durfte er nur noch vor jüdischem Publikum auftreten, und nach und nach wurden seine Ersparnisse aufgebraucht. Ab November 1941 nahm er eine Tätigkeit in der Kulturabteilung des Joodschen Raad auf, zumal er jetzt auch nicht mehr innerhalb des Landes frei reisen durfte. Im Mai 1942 trat er gemeinsam mit dem jüdischen Jazz-Duo Johnny & Jones im Arbeitslager Molengoot nahe Hardenberg auf.
Im Juli 1942 begannen die ersten Deportationen von jüdischen Menschen aus den Niederlanden. Vellemans Tätigkeit beim Joodsche Raad bewahrte seine Familie zunächst davor. Doch im Mai 1943 wurde die behinderte Tochter Aaltje deportiert und am 7. Mai in Sobibor ermordet, ihre Eltern folgten am 20. Juni 1943, nachdem sie im Zuge einer Razzia in ihrer Wohnung festgenommen worden waren. Anna und Michel Velleman wurden am 29. Juni 1943 über Westerbork in das Vernichtungslager Sobibor weitertransportiert und dort am 2. Juli vergast. Ihr Sohn Jacques konnte entkommen und überlebte das Kriegsende nach einer Flucht nach Frankreich (gest. 1979). Vier Geschwister von Velleman wurden ebenfalls im Holocaust ermordet, ebenso 1943 der jüdische Impresario Max van Gelder.

## Erinnerung
2003 verfasste der niederländische Dichter Willem Wilmink das Gedicht Ben Ali Libi über den Zauberkünstler, das 2009 von Herman van Veen vertont und aufgeführt wurde. Van Veen singt darin: „Er, der so oft ein Kaninchen versteckt hatte, konnte sich selbst nicht verstecken, als es laut klopfte“ („Wie zo dikwijls een konijn had verstopt kon zichzelf niet verstoppen, toen er hard werd geklopt.“) 2015 kam der Dokumentarfilm Ben Ali Libi – goochelaar von Dirk Jan Roeleven heraus.
In Vellemans Geburtsstadt Groningen wurde 2017 im Beisein von Vellemans Enkelin und Wilminks Witwe ein Gedenkzeichen zur Erinnerung an Ben Ali Libi enthüllt, entworfen von dem niederländischen Künstler Albert Rademaker. An der Wand des Bioscoop Pathé wurden eiserne Buchstaben angebracht, die einen Satz aus Wilminks Gedicht bilden: „Jouw paradijs, hoeveel ruimte is daar“ („Dein Paradies, wieviel Raum ist da“). Auf einer Tafel befinden sich Informationen zu seinem Leben, auf einer weiteren der ganze Text des Gedichtes.